# Greater Yellowstone Ecosystem

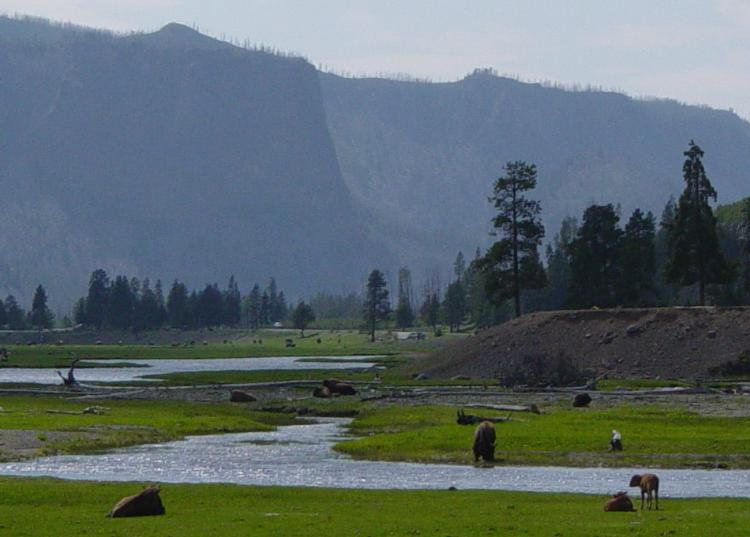
Bisonti al pascolo lungo il Gibbon River, nel Parco nazionale di Yellowstone

Il Greater Yellowstone Ecosystem (Vasto ecosistema di Yellowstone) è l'ultimo grande ecosistema ancora parzialmente intatto della zona temperata nord della Terra, localizzato attorno ai confini del Parco nazionale di Yellowstone ed è uno dei primi laboratori naturali al mondo per lo studio dell'ecologia del paesaggio e della geologia oltre ad essere un noto sito ricreativo.

## Storia
I confini del parco nazionale di Yellowstone furono arbitrariamente stabiliti nel 1872 con la previsione di includervi il bacini geotermici dell'area di Yellowstone. Nessun'altra area fu considerata per l'inclusione nel parco nazionale. Tuttavia, dal 1970, l'areale del grizzly all'interno e nei pressi del parco è diventato il primo informale limite minimo di un teorico Greater Yellowstone Ecosystem che comprendeva una superficie di circa 16.000 km². Da allora le dimensioni dell'area protetta sono costantemente aumentate. Uno studio del 1994 portò l'estensione a 76.890 km², con l'auspicio da parte del vertice della Greater Yellowstone Coalition di un'estensione fino ad 80.000 km².
Altre aree protette federali incluse nel GYE sono la foresta nazionale di Gallatin, la foresta nazionale di Custer, la foresta nazionale di Caribou-Targhee, la foresta nazionale di Bridger-Teton e la foresta nazionale di Shoshone, oltre al National Elk Refuge ed al parco nazionale del Grand Teton. Nel GYE sono ricomprese anche alcune proprietà terriere private che risultano incluse all'interno delle aree gestite dal governo statunitense. Dal 1966 dieci distinte aree forestali, esterne ai confini del Parco Nazionale di Yellowstone, sono state incluse tra le Foreste Nazionali al fine di garantire un più elevato livello di tutela degli habitat naturali.

## Gestione dell'ecosistema

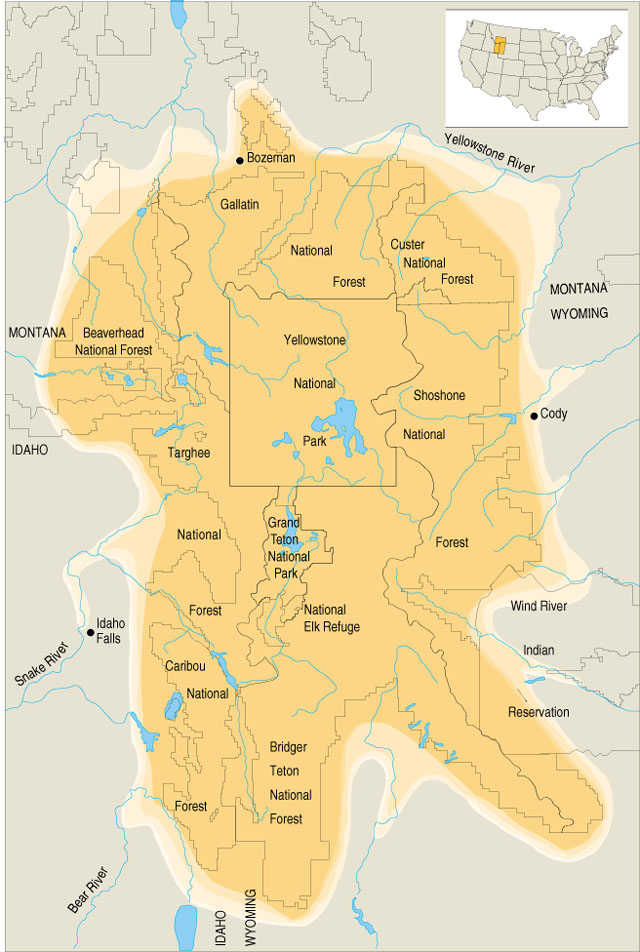
Mappa del Greater Yellowstone Ecosystem.

Il concetto di grande ecosistema è stato più volte proposto riguardo alla preoccupazione sul destino di alcune specie o, più in generale, nella visione più ampia dei principi ecologici. Anche se gli studi e le informazioni raccolte su una popolazione nell'arco di 20, 30 o anche 50 anni può essere considerato un termine di tempo lungo da parte di alcuni, una delle lezioni più importanti sulla gestione del Greater Yellowstone Ecosystem è che anche mezzo secolo non è sufficiente a dare un'idea completa su come una specie possa subire delle variazioni in un ecosistema naturale.
Un esempio da citare riguarda le informazioni sull'abbondanza dell'orso grizzly (Ursus arctos horribilis) ottenute dalle osservazioni effettuate nella metà dell'Ottocento e con le quali gli amministratori hanno potuto stimare la densità di popolazione per oltre 70 anni. Da queste fonti gli ecologi hanno potuto determinare che la specie era comune nell'area del Grater Yellowstone Ecosystem quando gli europei arrivarono nella zona e che la popolazione non era isolata prima del 1930, come invece accade ora. Tuttavia i ricercatori non sanno se gli orsi fossero più o meno comuni rispetto ad oggi.
Uno studio sugli orsi compiuto nel decennio 1959-1970 ha suggerito che la dimensione della popolazione di orsi grizzly era di circa 175 esemplari, poi rivista a circa 229. Più tardi le stime sono state riviste considerando un numero di esemplari compreso tra 136 e 540; recentemente la stima minima è stata portata a 236 esemplari. Anche se la popolazione presente nel Greater Yellowstone Ecosystem è relativamente vicina agli obiettivi di ripresa della specie, la definizione dello stesso piano di ripresa è controverso. Così, anche se la popolazione può essere stabile o mostrare un possibile aumento a breve termine, nel lungo periodo la continua perdita di habitat e l'aumento dell'attività umana può invertire la tendenza.
Anche la trota fario di Yellowstone (Oncorhynchus clarki bouvieri) ha subito una grande diminuzione ma recentemente è stato osservato un significativo recupero. Le osservazioni, in particolare nel lago Yellowstone, hanno mostrato una notevole ripresa della popolazione rispetto a tre decenni fa, quando il numero di esemplari di questo pesce era fortemente diminuito per via dell'eccessiva pressione esercitata dalla pesca. Anche se il recupero in corso mostra l'efficaccia di una corretta gestione il ripristino dell'abbondanza storica della specie è ancora lontano.
I primi censimenti dell'antilocapra (Antilocapra americana) nel Greater Yellowstone Ecosystem descrivevano popolazioni composte da centinaia di esemplari che pascolavano nelle principali valli del fiume. Queste popolazioni furono decimate dagli inizi del Novecento ed il loro declino portò progressivamente alla diminuzione dai 500-700 esemplari, presenti sulla catena montuosa settentrionale del parco nel 1930, ai circa 122 esemplari nel 1968. Nel 1992 la popolazione era aumentata a 536 esemplari.
Tra le piante, specie come Pinus albicaulis rivestono un particolare interesse soprattutto per l'importanza che hanno per gli orsi grizzly ma anche perché la distribuzione può essere drasticamente ridotta per effetto del riscaldamento globale. In questo caso i ricercatori non sono in grado di fare delle previsioni a lungo termine per via dell'insufficienza dei dati a disposizione ma per il futuro esiste una certa preoccupazione per lo stato di conservazione di questa specie. Una più immediata e grave minaccia è rappresentata dalla malattia indotta da una ruggine (Cronartium ribicola), che causa un tasso di mortalità molto elevato per questa specie. Alcuni individui presentano un certo grado di resistenza alla malattia ma nel breve-medio termine è previsto un grave declino della popolazione.
Le stime sul declino della popolazione del pioppo tremulo (Populus tremuloides), nelle regioni settentrionali dei parchi nazionali a partire dal 1872, varia dal 50% al 95%. Diversi fattori sono responsabili della variazione dello status del pioppo tremulo e, tra queste, l'influenza dei Nativi Americani sulle numerose specie di mammiferi e la frequenza degli incendi nella regione prima della creazione del parco avvenuta nel 1872. Altri fattori sono:
- il riscaldamento climatico regionale;
- le influenze dei coloni europei sulla frequenza degli incendi a partire dal 1886;
- l'influenza dell'uomo sui mammiferi, come il castoro (Castor canadensis) e gli ungulati, nei primi 15 anni di storia del parco;
- il cambiamento, causato dagli insediamenti umani, delle rotte migratorie tradizionali degli ungulati nel nord del parco dal 1872;
- la pressione sull'ecosistema causata dagli ungulati (in particolare dall'alce) dal 1900;
- le influenze umane sulla distribuzione dell'alce (Alces alces) nel parco.

Le sorgenti calde della regione di Yellowstone sono importanti per la grande biodiversità rappresentata dai batteri termofili. Questi batteri sono stati utili negli studi sull'evoluzione della fotosintesi e come fonti di enzima termostabile utile per la biologia molecolare. La presenza di grandi quantità di zolfo alimenta un particolare ecosistema in cui vivono cianobatteri che fissano lo zolfo e microbi estremofili che utilizzando l'idrogeno come fonte di energia per le reazioni di fissazione biologica.

### La reintroduzione del lupo grigio
Il parco è frequentemente citato come esempio dell'effetto benefico dei superpredatori sull'ecosistema, tuttavia recenti studi ne hanno ridimensionato il ruolo effettivo dovuto invece ad una serie di concause. In seguito alla reintroduzione del lupo grigio (Canis lupus occidentalis), avvenuta nel 1995, i ricercatori hanno potuto assistere a dei drastici cambiamenti. Gli wapiti, prede principali del lupo grigio, hanno modificato le loro abitudini abbandonando le zone ripariali nelle quali pascolavano costantemente. Questo ha portato alla ripresa della vegetazione, composta dal salice e dal pioppo tremulo, rigenerando l'habitat naturale del castoro, dell'alce e di molte altre specie. Oltre agli effetti su queste specie, la presenza del lupo grigio ha influenzato anche la popolazione di grizzly del parco. Gli orsi, al risveglio dal letargo invernale, si nutrono con le prede uccise dai lupi per riacquistare peso ed energie in seguito al digiuno durato molti mesi. È stato documentato che anche molte altre specie si nutrono delle prede uccise dai lupi.
La popolazione di lupi si è attestata in un centinaio di capi, con una decina di branchi. Quelli che si avvicinano alle persone vengono dissuasi con proiettili di gomma, un esemplare che aveva squartato uno zaino di escursionisti e uno che inseguiva un ciclista sono stati abbattuti.